# 塞巴斯蒂安·卡斯特利奧

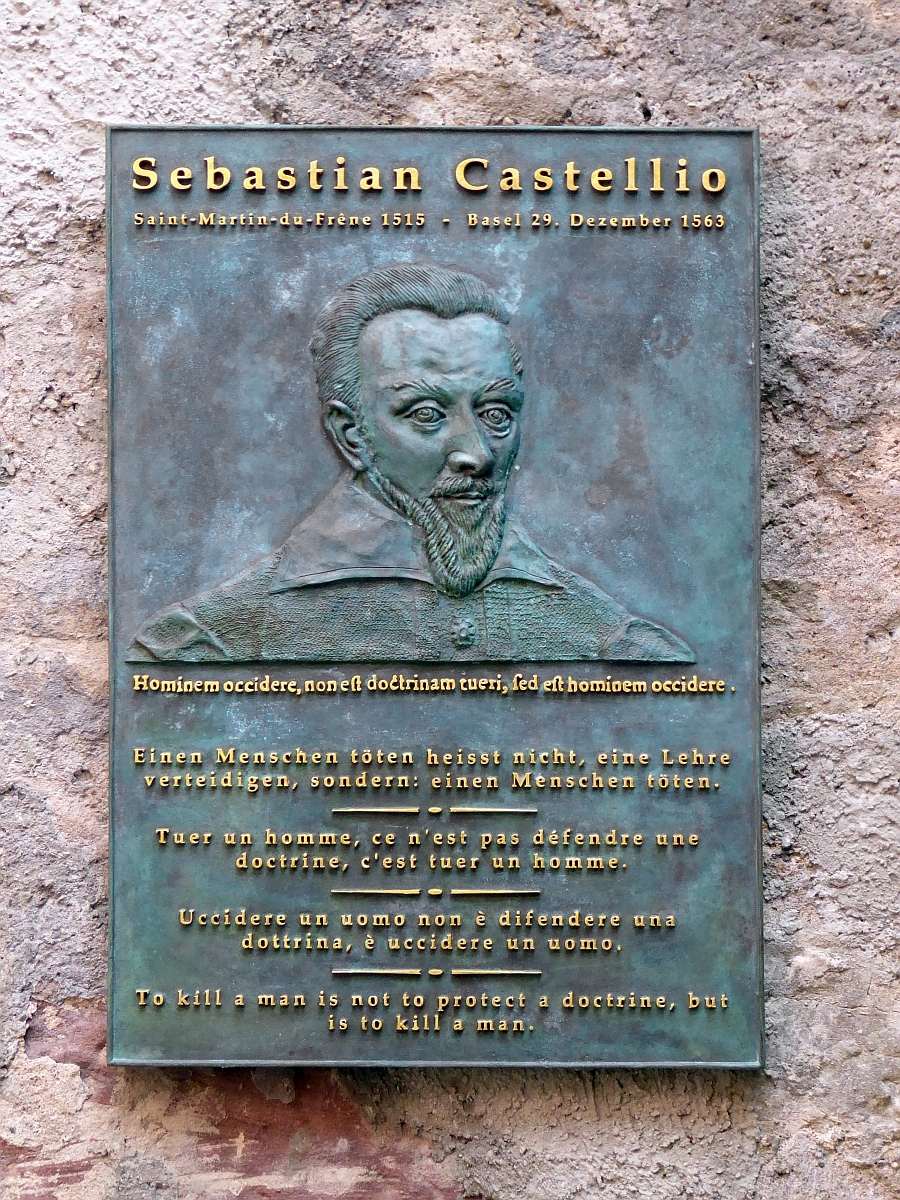
位于巴塞尔的卡斯特利奥纪念牌

塞巴斯蒂安·卡斯特留（法語：Sébastien Châteillon，亦写作、或，1515年—1563年12月29日），笔名马丁·贝利（法語：Martin Bellie），法國传教士和神學家，16世紀宗教宽容及良心自由、思想自由的主要倡導者之一。在基督教神學上卡斯特留則被認為是反三一主義者。

## 生平
卡斯特留1515年生於瑞士、法國與萨伏依交界處的圣马丹迪弗雷讷，20岁时在法國里昂大學修讀，掌握多門語言，並在後來學習德語，使用各種歐洲民族語言撰寫神學著作。
他與喀爾文皆屬同時代學識最淵博者之行列，二人後來在斯特拉斯堡及日內瓦共事，直至1544年卡斯特留因與加爾文信仰分歧遭撤去日內瓦學院院長職務。伏爾泰曾說：“我們可以通過卡斯特利奥面臨加尔文情形下受到的迫害来衡量此類暴政的恶毒——尽管卡斯特利奥是一个比加尔文伟大得多的学者，加尔文出於嫉妒把他赶出了日内瓦。”
卡斯特利奥后来写道，当他看到法国宗教裁判所在里昂焚烧被判罪的异端份子时，他深為震撼，并在24岁时决定接受宗教改革的教义。1540年春，他离开里昂，改宗成为新教传教士。卡斯特留於1553年被任命為瑞士巴塞爾大學希臘文教授。1563年，卡斯特留於貧病交逼中逝世，享年48歲，並葬於德國明斯特。
卡斯特留於1554年以化名马丁·贝利（拉丁語：Martinus Bellius）出版了《论异端分子》的法語與拉丁語版本。在书中他為被喀爾文在日內瓦處以火刑的西班牙醫學家及神學家塞爾維特抱屈，他寫道：「當塞爾維特以理性和文字戰鬥時，他只應被理性和文字反擊。」
一位普救會協進會（或譯「普世一神教協會」）的弗兰克·舒尔曼称，卡斯特留可能是「歷史上第一位在現代的角度中可被稱為一神論者的人。」卡斯特留一生提倡宗教容忍，尤其駁斥政府對不奉國教者的驅逐行為。

## 著作
- 《論異端》（De haereticis）
- 《駁喀爾文書》（Contra libellum Calvini）
- 《悲切籲告法蘭西》（Conseil a la France desolee）
- 《論懷疑術》（De arte dubitandi）

### 书目
- 斯蒂芬·茨威格著，張瀾譯：《異端的權利》，廣州：希望出版社，2004年，ISBN 753793332